# Sidi Lakhdar (Ain Defla)
Sidi Lakhdar (en àrab سيدي لخضر) és un municipi (baladiyah) rural de la província d'Ain Defla a uns 125 km a l'oest de la capital, Alger. Durant el periode de colonització francesa era anomenat Lavarande. Al 2008 tenia una població de 20.970 h.

## Geografia
La població està situada tocant el vessant sud d'un massís muntanyós amb cims de quatre-cents a cinc-cents metres d'altitud. Aquest massís és travessat per una carretera que connecta amb la ciutat de Miliana. És al nord-oest de Miliana on hi ha la Forest de Zaccar i el Puig (Djebel) Zaccar, de més de 1500 metres d'alçada.
El terme municipal de Sidi Lakhdar és quasi en llur totalitat a la plana fluvial del Xelif, el qual permet el reg de tota la vall amb canals i séquies. Al sud-oest de Sidi Lakhdar, al bell mig de la Vall del Xelif, hi ha un massís muntanyós arrodonit, Djebel Doui, de 1200 msnm.